# Ravinder Khatri
Ravinder Khatri (15 maja 1992) – indyjski zapaśnik walczący w stylu klasycznym. Olimpijczyk z Rio de Janeiro 2016, gdzie zajął dwudzieste miejsce w kategorii 85 kg.
Zajął 32 miejsce na mistrzostwach świata w 2017. Ósmy na mistrzostwach Azji w 2012. Wicemistrz Wspólnoty Narodów w 2016, a także halowych igrzysk azjatyckich w 2017. Trzynasty na igrzyskach wojskowych w 2019 roku.